# Ѽ
Le Ѽ (appelé bel oméga ou ornement) est une version diacritée de la lettre Ꙍ (oméga long) de l'alphabet cyrillique, qui elle-même vient de l’oméga grec. On ne doit pas la confondre avec la lettre ot ‹ Ѿ ›.

## Utilisation
Cette lettre est archaïque mais a survécu grâce aux écrits religieux, où il a fait son apparition. Elle se prononce /o/. Elle était utilisée en slavon, et fait office d'interjection pour implorer l'Esprit-Saint (Jésus, Dieu, certains Saints, etc.).
Elle correspond parfaitement au « Ô ! » en français, qui est lui aussi accentué lorsqu'il s'agit d'une interjection (coïncidence).

## Représentations informatiques
Le bel oméga peut être représenté avec les caractères Unicode suivants :
| formes    | représentations | chaînes de caractères | points de code | descriptions                            |
| --------- | --------------- | --------------------- | -------------- | --------------------------------------- |
| capitale  | Ѽ               | Ѽ                     | U+047C         | lettre majuscule cyrillique oméga titlo |
| minuscule | ѽ               | ѽ                     | U+047D         | lettre minuscule cyrillique oméga titlo |